# Чепля
Чепля (рум. Ceplea) — село у повіті Горж в Румунії. Входить до складу комуни Плопшору.
Село розташоване на відстані 214 км на захід від Бухареста, 38 км на південь від Тиргу-Жіу, 52 км на північний захід від Крайови.

## Населення
За даними перепису населення 2002 року у селі проживали 494 особи, усі — румуни. Усі жителі села рідною мовою назвали румунську.